# Cereoides nebulosus
Cereoides nebulosus is een hooiwagen uit de familie Assamiidae.